# Orchestina dentifera
Orchestina dentifera är en spindelart som beskrevs av Simon 1893. Orchestina dentifera ingår i släktet Orchestina och familjen dansspindlar.
Artens utbredningsområde är Sri Lanka. Inga underarter finns listade i Catalogue of Life.